# Jårpåkjaure
Jårpåkjaure är en sjö i Jokkmokks kommun i Lappland och ingår i Piteälvens huvudavrinningsområde. Sjön har en area på 0,0931 kvadratkilometer och ligger 558 meter över havet. Jårpåkjaure ligger i Udtja Natura 2000-område.

## Delavrinningsområde
Jårpåkjaure ingår i det delavrinningsområde (735077-164728) som SMHI kallar för Ovan Erikjaurjåkkå. Medelhöjden är 558 meter över havet och ytan är 62,47 kvadratkilometer. Räknas de 3 avrinningsområdena uppströms in blir den ackumulerade arean 76,97 kvadratkilometer. Varjisån som avvattnar avrinningsområdet har biflödesordning 2, vilket innebär att vattnet flödar genom totalt 2 vattendrag innan det når havet efter 175 kilometer. Avrinningsområdet består mestadels av skog (38 procent) och sankmarker (57 procent). Avrinningsområdet har 0,62 kvadratkilometer vattenytor vilket ger det en sjöprocent på 1 procent.